# Irina Press
Irina Natanovna Press (in russo Ирина Натановна Пресс?; Char'kov, 10 marzo 1939 – Mosca, 21 febbraio 2004) è stata una multiplista, ostacolista, pesista e velocista sovietica, campionessa olimpica degli 80 metri ostacoli a Roma 1960 e del pentathlon a Tokyo 1964.
Anche la sorella, Tamara Press, fu un'atleta pluricampionessa olimpica negli anni '60. Accusate di essere ermafroditi, si ritirarono entrambe prima dell'introduzione di controlli più accurati sul sesso degli atleti.

## Palmarès
| Anno | Manifestazione        | Sede     | Evento         | Risultato | Prestazione | Note            |
| ---- | --------------------- | -------- | -------------- | --------- | ----------- | --------------- |
| 1960 | Giochi olimpici       | Roma     | 80 metri hs    | Oro       | 10"8        |                 |
| 1960 | Giochi olimpici       | Roma     | 4×100 metri    | 4ª        | 45"2        |                 |
| 1964 | Giochi olimpici       | Tokyo    | 80 metri hs    | 4ª        | 10"6        |                 |
| 1964 | Giochi olimpici       | Tokyo    | Getto del peso | 6ª        | 16,71 m     |                 |
| 1964 | Giochi olimpici       | Tokyo    | Pentathlon     | Oro       | 5.246 p.    | Record mondiale |
| 1966 | Giochi europei indoor | Dortmund | 60 metri hs    | Oro       | 8"1         |                 |
| 1966 | Giochi europei indoor | Dortmund | Getto del peso | 4ª        | 16,38 m     |                 |

## Altre competizioni internazionali
1965
- Coppa Europa di atletica leggera ( Kassel)